# ACAO FOREST
ACAO FOREST（アカオ フォレスト）とは、静岡県熱海市上多賀（曽我）に所在する、ACAO SPA & RESORT（旧・ホテルニューアカオ）が運営するリゾートパーク。
1988年（昭和63年）に、曽我森林自然園（そがしんりんしぜんえん）として開業し、2002年（平成14年）に、アカオハーブ&ローズガーデン（英: Akao Herb & Rose Garden）へと改名されて運営されていたが、 2021年（令和3年）11月に、運営企業の改名に伴い、「ACAO FOREST」（アカオ フォレスト）へと再改名された。
2015年（平成27年）に世界バラ会議「優秀庭園賞」受賞。

## 概要
市街地から沿岸部を南進した曽我地区の山中、国道135号付近の北部入り口から南方山中まで、東京ドーム13個分の広大な敷地に、13種類のテーマ別の庭園が点在している。
敷地が広く坂になっているので、まず入り口から園内バスで上まで登り、徒歩で下りながら各庭園を見て回るのが基本的な鑑賞方法となる。
入園料は大人2500円〜（季節により変動）、小人1000円。営業時間は9:00-17:00(最終入園16:00)。（なお、入り口手前、駐車場脇にある「ACAO ROSE SQUARE」（アカオ ローズ スクエア）の建物は、園外扱いなので、利用に入園料は不要。）
園内の南方奥の山中には「曽我浅間神社」が所在。 元来祀られていた「大山祗神社」と、富士山本宮浅間大社より分祀された「木花咲耶姫神」が合祀されている。
2017年（平成29年）9月19日、園内南方の見晴らしの良い高台にある日本庭園「天翔」の北東部海側半分の敷地を改造し、隈研吾設計のカフェ「COEDA HOUSE」（コエダハウス）開業、海側に「空飛ぶブランコ」併設。2019年6月に「フレームハウス」「ハンモックベンチ」など追加。
2022年（令和4年）4月24日、駐車場脇の「ショップ&レストラン」施設を改装し、「ACAO ROSE SQUARE」（アカオ ローズ スクエア）を開業。
2024年（令和6年）10月、大人1名の入園料金が4,000円から2,500円〜（季節によって変動）に変更された。

## 構成

### 施設
- ACAO ROSE SQUARE（アカオ ローズ スクエア） - 駐車場脇。園外扱いなので利用には入園料不要。
  - CODA ROSSA（コーダロッサ） - ピザ専門店（ピッツェリア）。3階。
  - nagisArt café（ナギサートカフェ）-カフェ。2階。
  - herb house（ハーブハウス） - セレクトショップ。2階。
- HERB WORKSHOP
- COEDA HOUSE（コエダハウス） - 隈研吾設計のカフェ。
  - 「空飛ぶブランコ」
  - 「フレームハウス」
  - 「ハンモックベンチ」

### 庭園
- ハーブガーデン - イタリア式庭園。約100種類のハーブ。
- フレンチローズガーデン - フレンチローズ。2022年に「フランスの香りのバラの庭」から改名。
- ウエディングガーデン - 赤・黄のバラ。オープンカフェ併設。
- エバーガーデン - バラのアーチ。2022年に「プロポーズガーデン」から改名。
- バラの谷 - モダンローズ。
- コレクションガーデン
- オールドローズガーデン
- シェードガーデン（夜の女王の庭） - 紫・黒系。
- クライミングローズガーデン - ツルバラのアーチ。
- イングリッシュローズガーデン - イングリッシュローズ。
- オーロラガーデン - 黄色系統のバラ・チューリップ。2022年に「黄金のバラの庭」から改名。
- 日本庭園「天翔」 - 中央に世界最大の盆栽「鳳凰の松」がある。
- オーシャンガーデン - 約100本のあたみ桜と、菜の花畑。
- 曽我浅間神社 - 大山祇神と木花咲耶姫神を合祀。家族・夫婦・友情の絆を象徴。

## イベント
- あたみ桜と菜の花まつり : 1月〜3月
- ACAO ROSE FESTA : 4月～6月
- ACAO FOREST SUMMER：7月～8月
- ACAO FOREST HALLOWEEN：9月～10月
- ACAO FOREST CHRISTMAS：11月～12月

## 歴史
- 1988年（昭和63年） - 「曽我森林自然園」営業開始。
- 1994年（平成6年） - 園内に「ハーブガーデン」を整備。
- 1997年（平成9年） - 「熱海ハーブ&ローズガーデン」「 オールドローズガーデン」「イングリッシュガーデン」をオープン。
- 1999年（平成11年） - ガーデニングショップ、 ハーブ工房をオープン。
- 2000年（平成12年） - 「フェスティバルガーデン」（現「ウェディングガーデン」）整備。
- 2001年（平成13年） - 「クライミングローズガーデン」をオープン。
- 2002年（平成14年） - 「アカオハーブ&ローズガーデン」に改名。
- 2004年（平成16年） - 「ウェディングガーデン」「プロポーズガーデン」をオープン。
- 2005年（平成17年） - 「アニバーサリーガーデン」をオープン（千本桜構想スタート）、「曽我神社」（祭神・大山祇神）に木花咲耶姫神を合祀して「曽我浅間神社」に改名。
- 2007年（平成19年） - 「ハーブガーデン」をリニューアルオープン。
- 2008年（平成20年） - 開園20周年を迎え、「イングリッシュロ－ズガーデン」をオープン。
- 2015年（平成27年） - 世界バラ会議の「優秀庭園賞」受賞。
- 2017年（平成29年）9月19日 - 「COEDA HOUSE」（コエダハウス）をオープン。
- 2021年（令和3年）11月17日 - 「ACAO FOREST」に改名2022年（令和4年）4月24日 - 駐車場脇の「ショップ&レストラン」施設を改装し、「ACAO ROSE SQUARE」（アカオ ローズ スクエア）を開業。